# Palazzo Firmian (Trento)
Palazzo Firmian è un edificio monumentale rinascimentale che si trova nel centro storico di Trento fatto costruire dai Firmian alla fine del XV secolo.

## Storia
L'edificio venne fatto costruire nella città di Trento da Nicolò Firmian, appartenente ad una nobile casata del Tirolo, tra la fine del XV secolo e l'inizio del XVI. Nei primi tempi venne destinato a palazzo di rappresentanza della famiglia in città.
Durante la terza ed ultima fase del concilio di Trento, nella seconda metà del XVI secolo, il palazzo fu utilizzato come dimora dall'ambasciatore del Portogallo Fernando Maschareño.
Divenne abitazione dalla famiglia Madruzzo e in quel periodo probabilmente fu frequentato da esponenti dell'ambiente culturale seicentesco. Nel 1716 vi nacque Carlo Giuseppe di Firmian, futuro ministro plenipotenziario e governatore generale del Ducato di Milano durante la dominazione austriaca. Carlo Giuseppe a Milano visse a palazzo Firmian che nelle sue sale vide l'esibizione di Wolfgang Amadeus Mozart.
L'importante edificio nel centro storico cittadino è stato sede della cassa di Risparmio di Trento e Rovereto sino a diventare poi sede della banca UniCredit.

## Descrizione
L'edificio monumentale è tra i più rappresentativi del periodo rinascimentale a Trento. Il portale è importante, con una parte interna rappresentata da due pilastri che reggono un arco leggermente abbassato racchiusa da una parte esterna con colonne che a loro volta sostengono un frontone curvilineo classicheggiante. 
Il prospetto principale è semplice ed elegante, suddiviso in tre piani. All'interno è arricchito da fregi e molte sale hanno importanti soffitti in legno. Alle pareti stucchi ed affreschi che risalgono al XV secolo e legati alla storia della nobile famiglia Firmian, che ebbe l'immobile in proprietà sino al XVIII secolo.
Al piano nobile si trova un ciclo di affreschi attribuiti a Marcello Fogolino che nel XV secolo fu molto attivo a Trento, lavorando anche in palazzo Sardagna, nel duomo e nel castello del Buonconsiglio.
Nel 1899 lavorò alle sue decorazioni anche  Augusto Sezanne.